# Турбовец, Николай Михайлович
Николай Михайлович Турбовец (род. 12 июля 1958, Амурская область, РСФСР, СССР) — советский и российский деятель органов внутренних дел. Начальник УВД по городу Барнаулу с 2000 по 2003. Первый заместитель начальника УВД по Смоленской области — начальник криминальной милиции с августа 2003 по 2 января 2011. Первый заместитель начальника ГУВД по Самарской области — начальник криминальной милиции с 2 января по 14 апреля 2011. Заместитель начальника ГУ МВД России по Самарской области — начальник полиции с 14 апреля 2011 по 4 июля 2015. Заместитель начальника ГУ МВД России по Новосибирской области — начальник полиции с 4 июля 2015 по 10 июня 2019. Генерал-майор полиции.

## Биография
Родился 12 июля 1958 в Амурской области.
Окончил исторический и юридический факультеты Алтайского государственного университета, а также Академию МВД России по специальности «организация правоохранительной деятельности».
С 1982 по 1984 проходил срочную службу в Вооружённых силах СССР. В 1984 поступил на службу в органы внутренних дел на должность милиционера отдела вневедомственной охраны при ОВД Железнодорожного районного исполнительного комитета города Барнаул.
В дальнейшем, проходил службу в подразделениях криминальной милиции. Был начальником отделения отдела борьбы с организованной вооружённой преступностью, бандитизмом и квалифицированным вымогательством УОП при УВД Алтайского края, замещал должности начальника отдела по борьбе с преступными формированиями УБОП при УВД Алтайского края.
С 2000 по 2003 — начальник Управления внутренних дел по городу Барнаулу.
С августа 2003 по 2 января 2011 — первый заместитель начальника Управления внутренних дел по Смоленской области — начальник криминальной милиции.
С 2 января по 14 апреля 2011 — первый заместитель начальника Главного управления внутренних дел по Самарской области — начальник криминальной милиции.
С 14 апреля 2011 по 4 июля 2015 — заместитель начальника Главного управления МВД России по Самарской области — начальник полиции.
С 4 июля 2015 по 10 июня 2019 — заместитель начальника Главного управления МВД России по Новосибирской области — начальник полиции. 1 октября 2019 приказом министра внутренних дел России уволен со службы в органах внутренних дел по выслуге лет.
25 мая 2018 в Алтайском государственном университете открылась обновлённая Галерея лучших выпускников. В открытии участвовал и почётный выпускник АГУ Турбовец.
Уйдя со службы в правоохранительных органах, стал членом совета директоров ГК «ИнСпэйс Холдинг». Компания была создана в 1991 под названием Международная аэрокосмическая корпорация «ИнформКонсалт», занимается оказанием консультационных услуг предприятиям космической промышленности и связи.

## Семья
Женат.

## Награды
- Орден Почёта[1]
- Медаль Законодательного собрания Новосибирской области «Общественное признание»[13]
- Награждён многочисленными наградами МВД России[1][8]
- Медаль «300 лет российской полиции»
- Нагрудный знак «Почётный сотрудник МВД»

## Критика
В сентябре 2019 российский журналист и политик Александр Хинштейн в интервью газете «Коммерсантъ» сообщил, что «Информация о причастности предыдущих руководителей ГУ МВД [по Самарской области] к тем или иным коррупционным действиям так или иначе звучала». В частности, Хинштейн упомянул «его [Турбовца] дружбе с известной исполнительницей цыганских песен, по совместительству крупной застройщицей Галиной Бубновой (соучередитель ООО «Балтийский меридиан плюс», не сумевшего завершить проект строительства жилого комплекса «Исторический квартал» в Самаре.— „Ъ“) и другими яркими персонажами» и о том, что «в бытность генерала Турбовца начальником полиции с оперативного учета ГУ МВД были сняты ОПС «Законовские», а потом через время поставлены снова».